# Jefferson Paredes
Jefferson Alexander Paredes (* 26. Dezember 2006) ist ein ecuadorianischer Leichtathlet, der sich auf den Zehnkampf spezialisiert hat.

## Sportliche Laufbahn
Erste internationale Erfahrungen sammelte Jefferson Paredes im Jahr 2022, als er bei den U18-Südamerikameisterschaften in São Paulo mit 5620 Punkten den fünften Platz im Zehnkampf belegte. Im Jahr darauf musste er seinen Wettkampf bei den U20-Südamerikameisterschaften in Bogotá vorzeitig beenden, ehe er bei den Ibero-Amerikanischen-U18-Meisterschaften in Lima mit 6083 Punkten den fünften Platz belegte. 2024 gelangte er dann bei den U20-Südamerikameisterschaften ebendort mit 58776 Punkten auf Rang sechs.
2024 wurde Paredes ecuadorianischer Meister im Zehnkampf.

## Persönliche Bestleistungen
- Zehnkampf: 5479 Punkte, 7. April 2024 in Quito